# Omphalotropis howeinsulae
Omphalotropis howeinsulae је пуж из реда Littorinimorpha. 

## Угроженост
Подаци о распрострањености ове врсте су недовољни.

## Распрострањење
Аустралија је једино познато природно станиште врсте.